# Steften
Ein Steften war ein altbayrisches und österreichisches Wassermaß, nach dem der Jahrespreis für geliefertes Brunnenwasser festgelegt wurde. Im engeren Sinn war es eine Angabe des Rohrdurchmessers von Wasserleitungen, die in einer Zeitspanne eine festgelegte Wassermenge als Durchlass ermöglichten. Es gab auch ein Wassersteftenamt.
- 1 Steften = 2 Bayrische Maß pro Minute = 2,18 Liter pro Minute[1], das entspricht 0,086 Kubikfuß pro Minute = 86 Dezimal-Kubikzoll pro Minute
- 1 Steften = 6 Wiener Maß pro Minute, das entspricht 8,491 Liter Wasser pro Minute.[2]